# Smardzewo (gmina w guberni płockiej)
Smardzewo (alt. Smarżewo, Smarzewo, od 1870 Sochocin) – dawna gmina wiejska istniejąca do 1870 roku w guberni płockiej. Siedzibą władz gminy było Smardzewo.
Za Królestwa Polskiego gmina Smardzewo należała do powiatu płońskiego w guberni płockiej. 13 stycznia 1870 do gminy przyłączono pozbawiony praw miejskich Sochocin, po czym gminę przemianowano na Sochocin.